# Herbert Adams (sculpteur)
 (août 2025).
Motif : traduction maladroite, passages peu compréhensibles, tout réécrire au présent de narration, à sourcer à partir de références de qualité (encyclopédies, essais et biographies, articles universitaires,  etc.
Pour les articles homonymes, voir Herbert Adams et Adams.
Herbert Samuel Adams, né le 28 janvier 1858, et mort le 21 mai 1945, est un sculpteur américain.

## Biographie
Herbert Adams est né à West Concord dans le Vermont. Pour permettre à son père d'accepter un emploi chez Putnam Machine Co. sa famille achète une maison au 26 Chestnut Street. Il a fréquenté les écoles publiques de Fitchburg, il est influencé par Louise Haskell, la première enseignante d'art de Fitchburg, à poursuivre une carrière en art. Il a fréquenté la Massachusetts College of Art and Design et a obtenu un certificat d'enseignement. Herbert Adams a enseigné l'art dans les écoles publiques de Fitchburg de 1878-1882, mais a quitté Fitchburg pour Paris France en 1885 à poursuivre son intérêt pour la sculpture. Il a fait ses études à la Massachusetts Normal Art School inscription en 1877 à l'âge de 18 ans, et en 1885-1890, il a été un élève d'Antonin Mercié à Paris.
En 1889, Rodney Wallace, James Phillips et Henry Willis donnèrent de l'argent pour une fontaine ornementale en guise de grâce à l'Upper Common de Fitchburg, MA et la ville accepta l'idée. Cette fontaine en granit et bronze de 26 pieds de diamètre représentant deux garçons enjoués et une famille de tortues a été la première commande publique attribuée à Adams et a été créée dans son atelier parisien. Il s'agissait de la première grande sculpture, réalisée dans le procédé "à la cire perdue", apportée en Amérique. Au cours de sa vie Adams vie, il a accompli plus de 200 œuvres d'art public majeur, et est considéré comme l'un des plus importants sculpteurs américains.
En 1890-1898, il est professeur à l'école d'art du l'Institut Pratt, Brooklyn, New York. Il a été élu dans la National Academy of Design, à New York en 1898, et en 1906 a été élu vice-président de la National Academy of Design, New York. Adams plus tard a servi comme président de 1917-1920. Il expérimente avec succès quelques bustes polychrome et marbres teintés, notamment dans la Fille du Rabbin (1894), et un portrait de l'actrice Julia Marlowe (1898). Il était à son meilleur dans ses portraits de bustes de femmes, le meilleur exemple étant l'étude, achevée en 1887, d’Adeline Pond, qu'il épousa plus tard.
Il est membre de la commission des beaux-arts des États-Unis de 1915 à 1920, en tant que vice-président de 1918 à 1920,
Adams est mort à New York en 1945.
Les œuvres d'Adams sont conservées dans de nombreux musées américains, dont la National Gallery of Art à Washington, et le Metropolitan Museum of Art à New York.

## Sélection d'oeuvres
- 1887-1889 – Buste d'Adeline Valentine Pond (Mme Herbert Adams), Hispanic Society of America, New York, New York[4]
- 1888 – Boys and Turtles Fountain, Fitchburg, Massachusetts[5]
- 1894 – La fille du rabbin, collection privée[6]
- 1896-98 – Deux portes de bronze: Vérité, Recherche, Bibliothèque du Congrès, Washington, DC Commencé par Olin Levi Warner en 1895.
- 1897 – Buste du Professeur Joseph Henry, Bibliothèque du Congrès, Washington, DC[7]
- 1898 – Buste de Julia Marlowe comme Juliette, Musée de la Ville de New York, New York, New York[8]
- 1898 – Tablettes, Massachusetts State House, Boston, Massachusetts.
- 1898-1905 – Vanderbilt Mémorial portes de bronze, Saint-Barthélémy Église, New York, New York[9]
- 1899-1900 – La Jeunesse, Metropolitan Museum of Art, New York, New York[10]
- 1899-1901 – Richard Smith (fondateur), Smith Memorial Arch, Fairmount Park, à Philadelphie, en Pennsylvanie.
- 1900 – Jonathan Edwards Mémorial, Première Église Congrégationaliste, Northampton, Dans Le Massachusetts.
- 1902 – William Ellery Channing, Jardin Public De Boston, Boston, Massachusetts.
- 1902-05 – Matthias William Baldwin, Hôtel de Ville, Philadelphie
- 1912 – McMillan Fontaine, Washington, DC
- 1919-23 – Fontaine commémorative James Scott, Belle Isle Park, à Détroit, Michigan (avec Cass Gilbert).
- 1926-28 – World War Memorial, Fitchburg, Massachusetts[11]
- 1928 – Fille aux nénuphars, National Gallery of Art, Washington, DC
- 1928 - Annual Medal of Honor Plaquette for the City Gardens Club of New York
- 1934 - Ninth issue of the Society of Medalists, Premier Petit Méné.

## Galerie

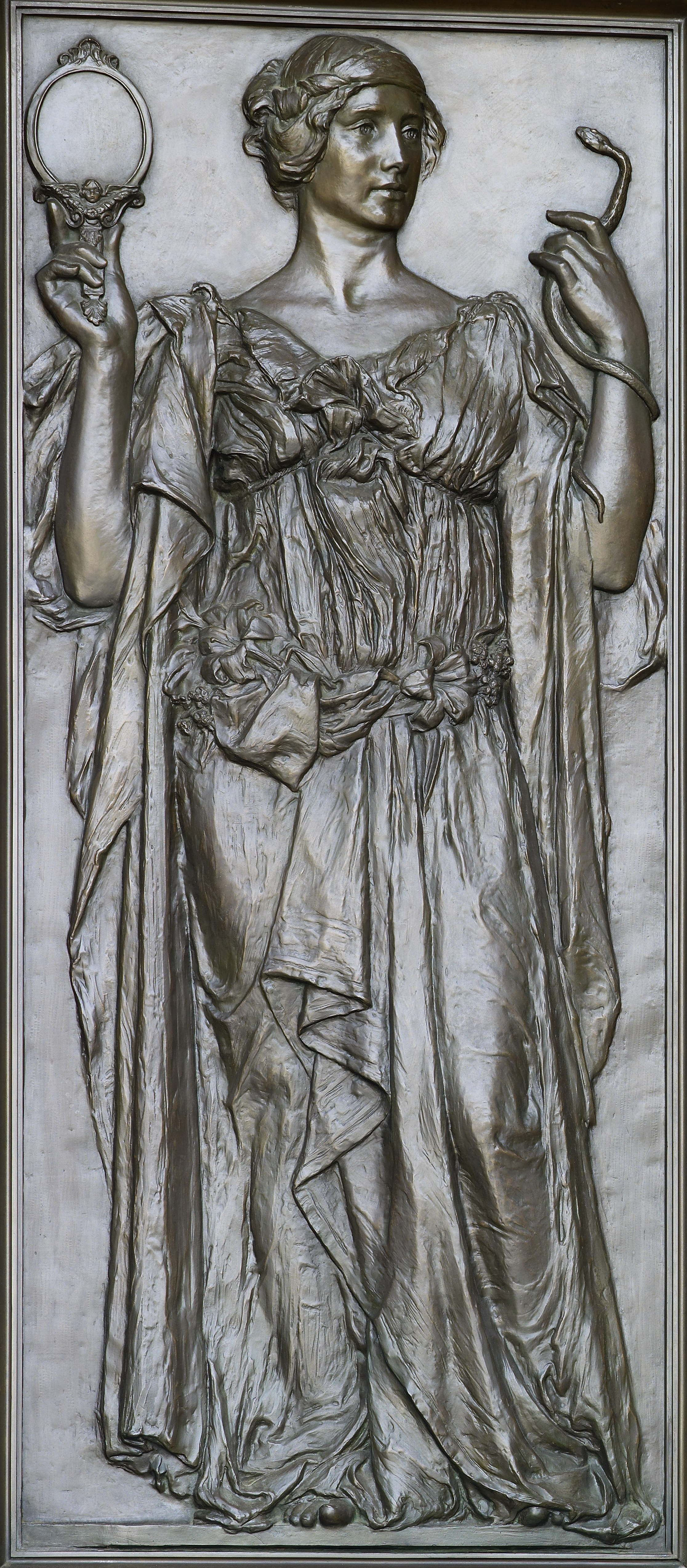
La porte de Bronze, la Vérité (1896-98), de la Bibliothèque du Congrès, Washington, DC
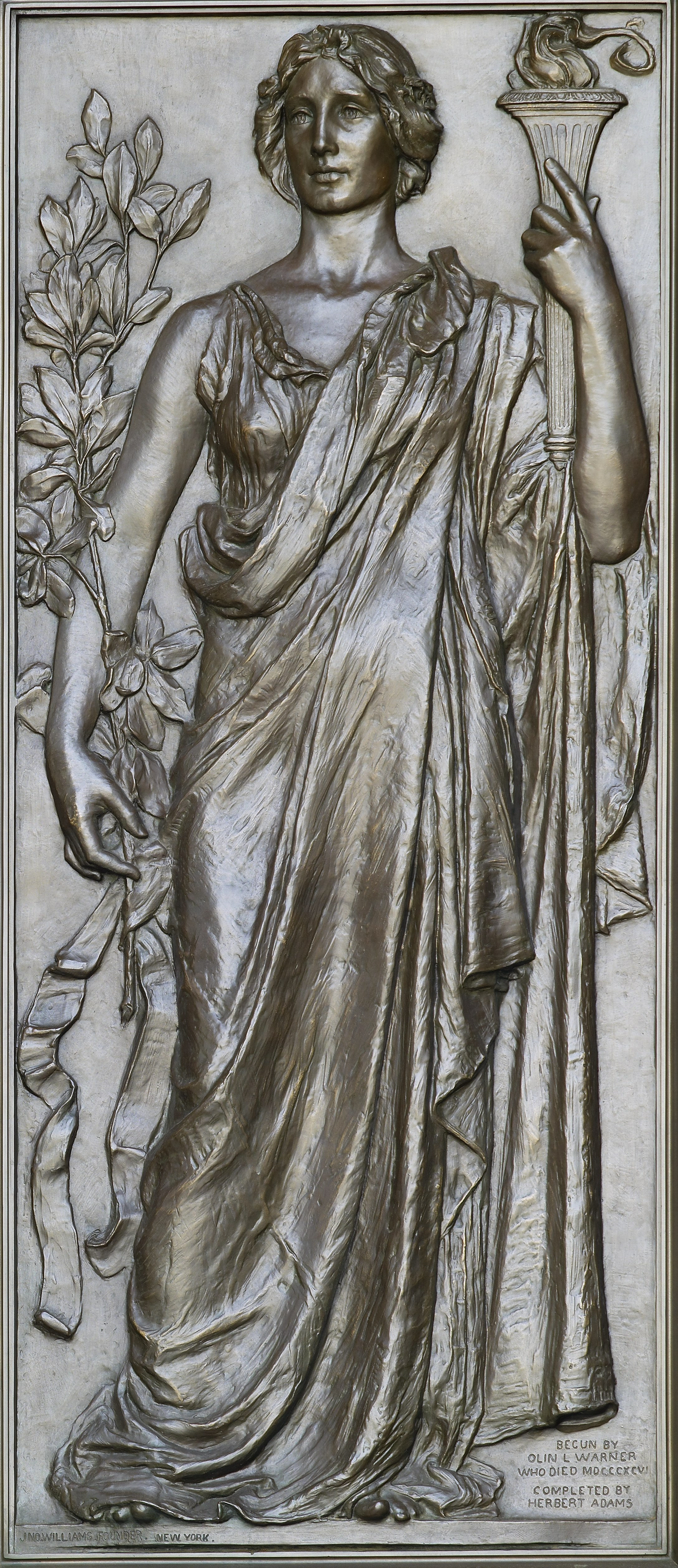
La porte de Bronze, de la Recherche (1896-98), de la Bibliothèque du Congrès, Washington, DC
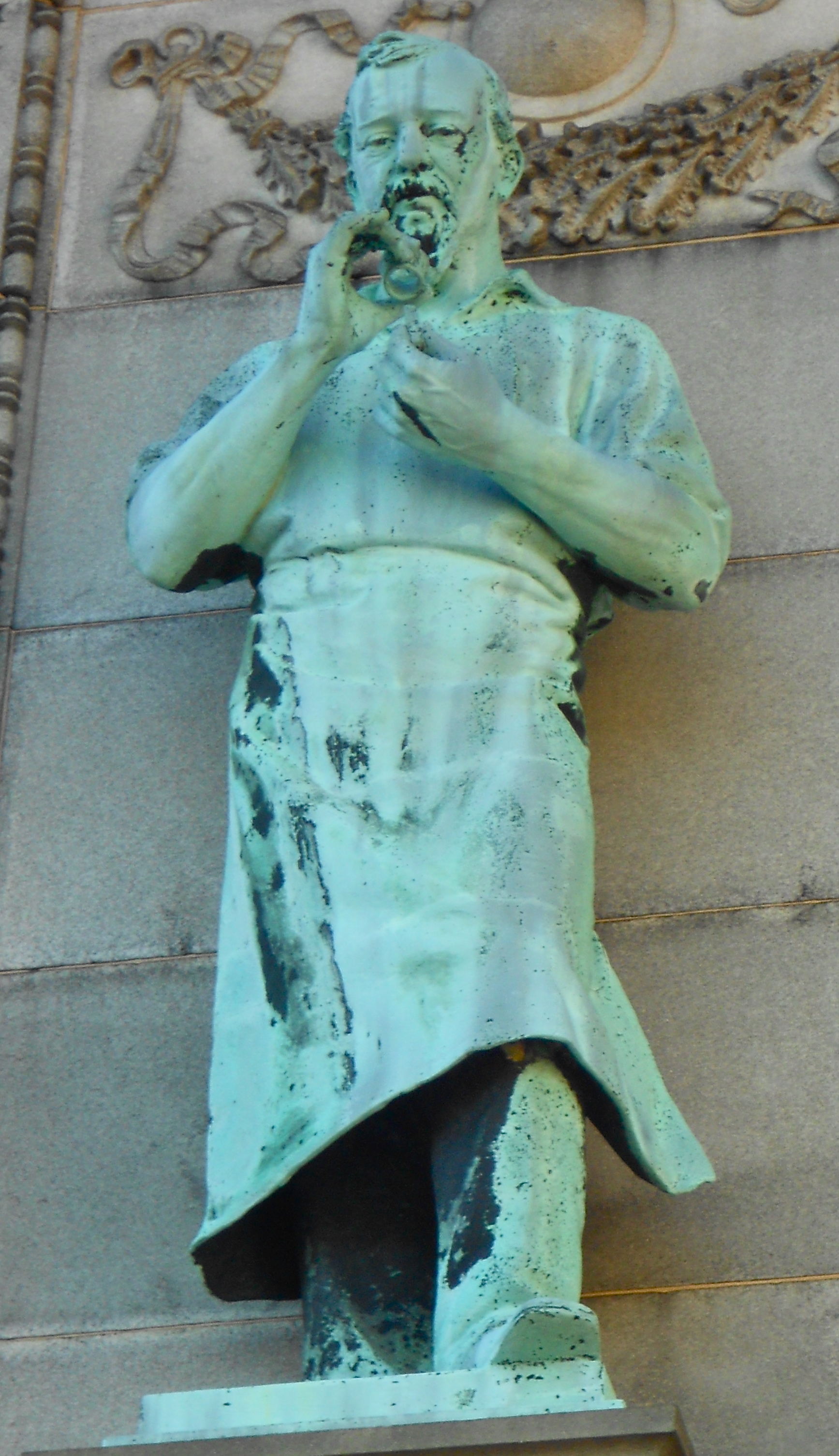
Richard Smith (1899-1901), Smith Memorial Arch, De Philadelphie, En Pennsylvanie.
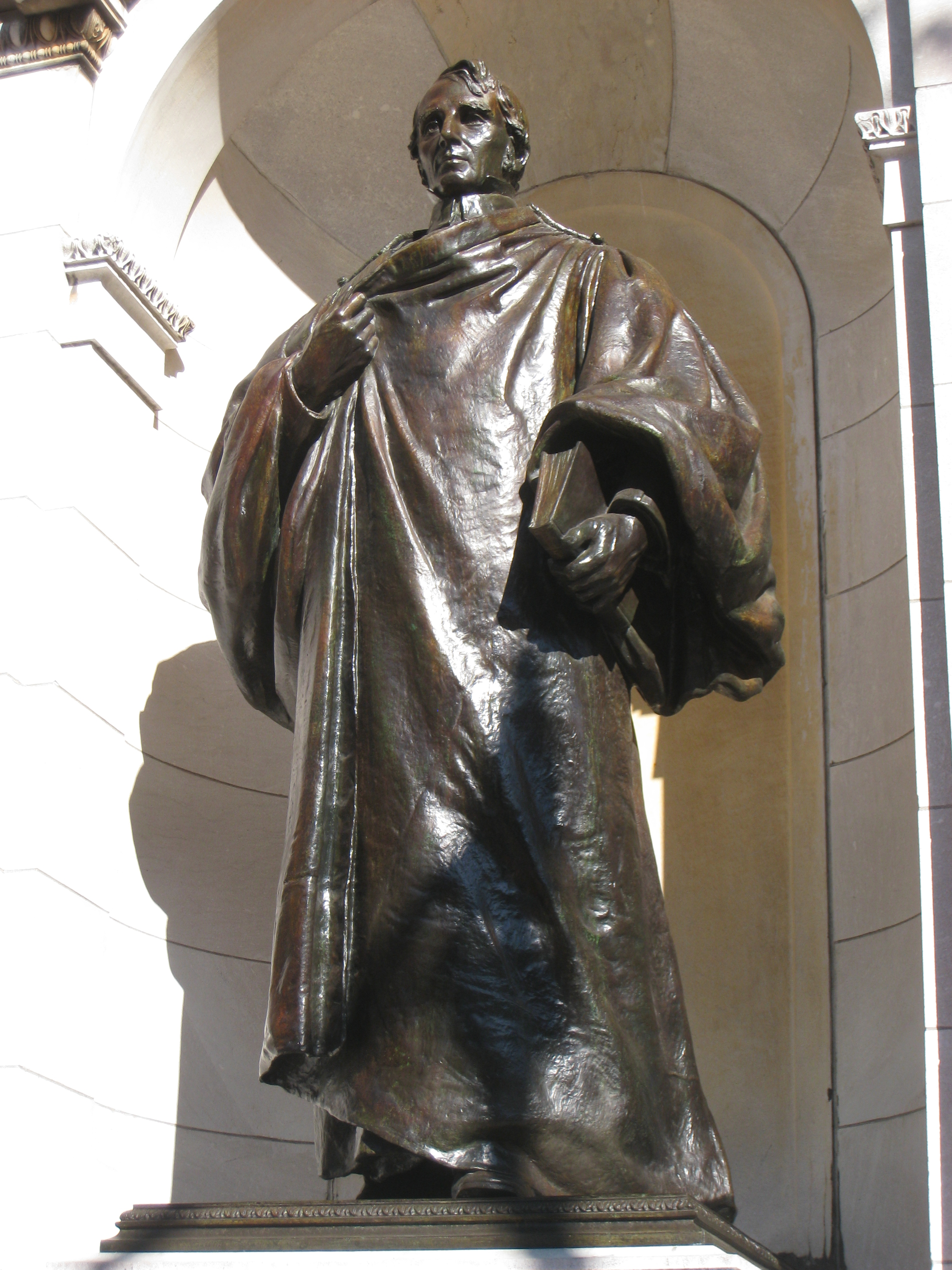
William Ellery Channing (1902), Jardin Public De Boston.
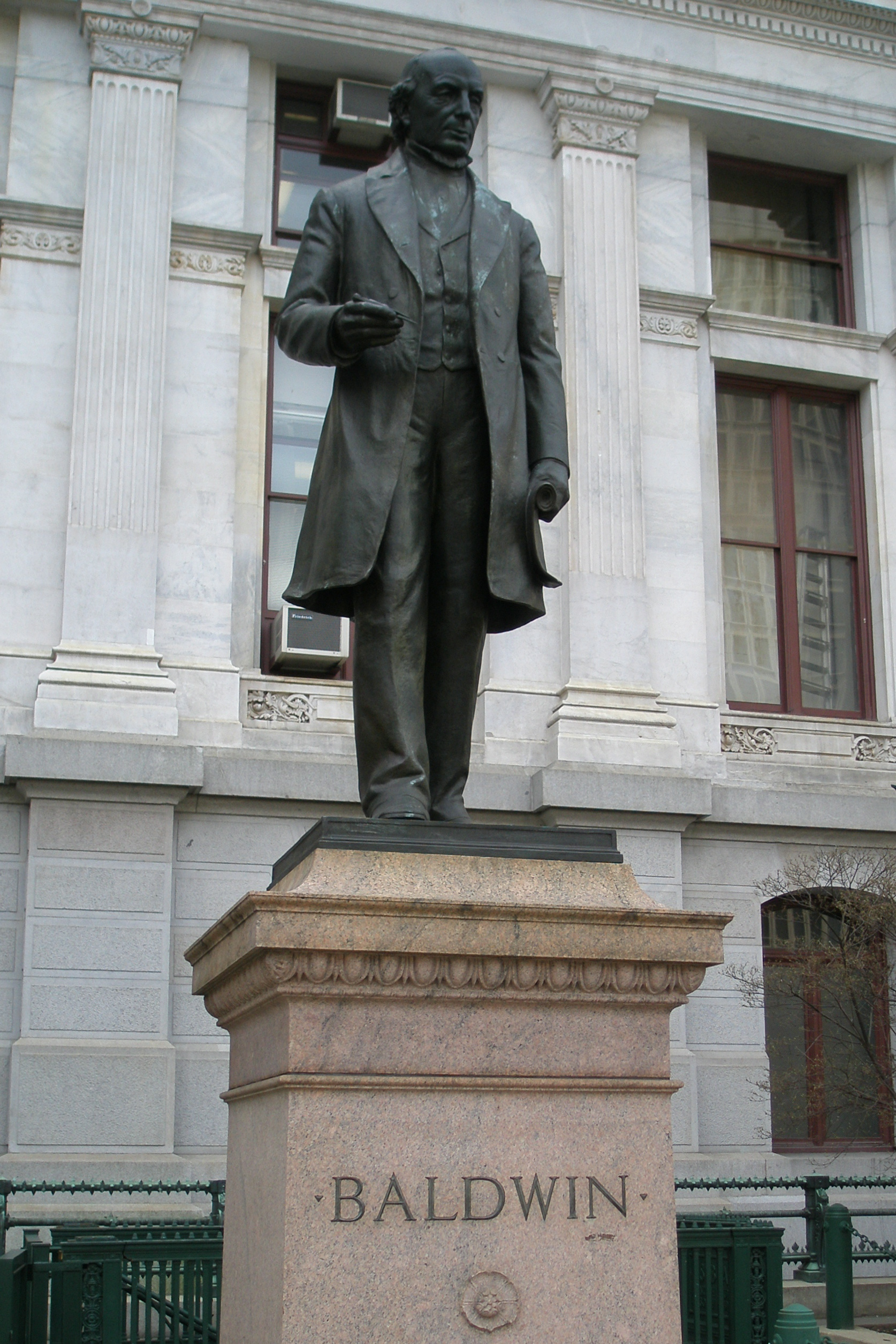
Matthias William Baldwin (1902-05), L'Hôtel De VilleDe Philadelphie, En Pennsylvanie.
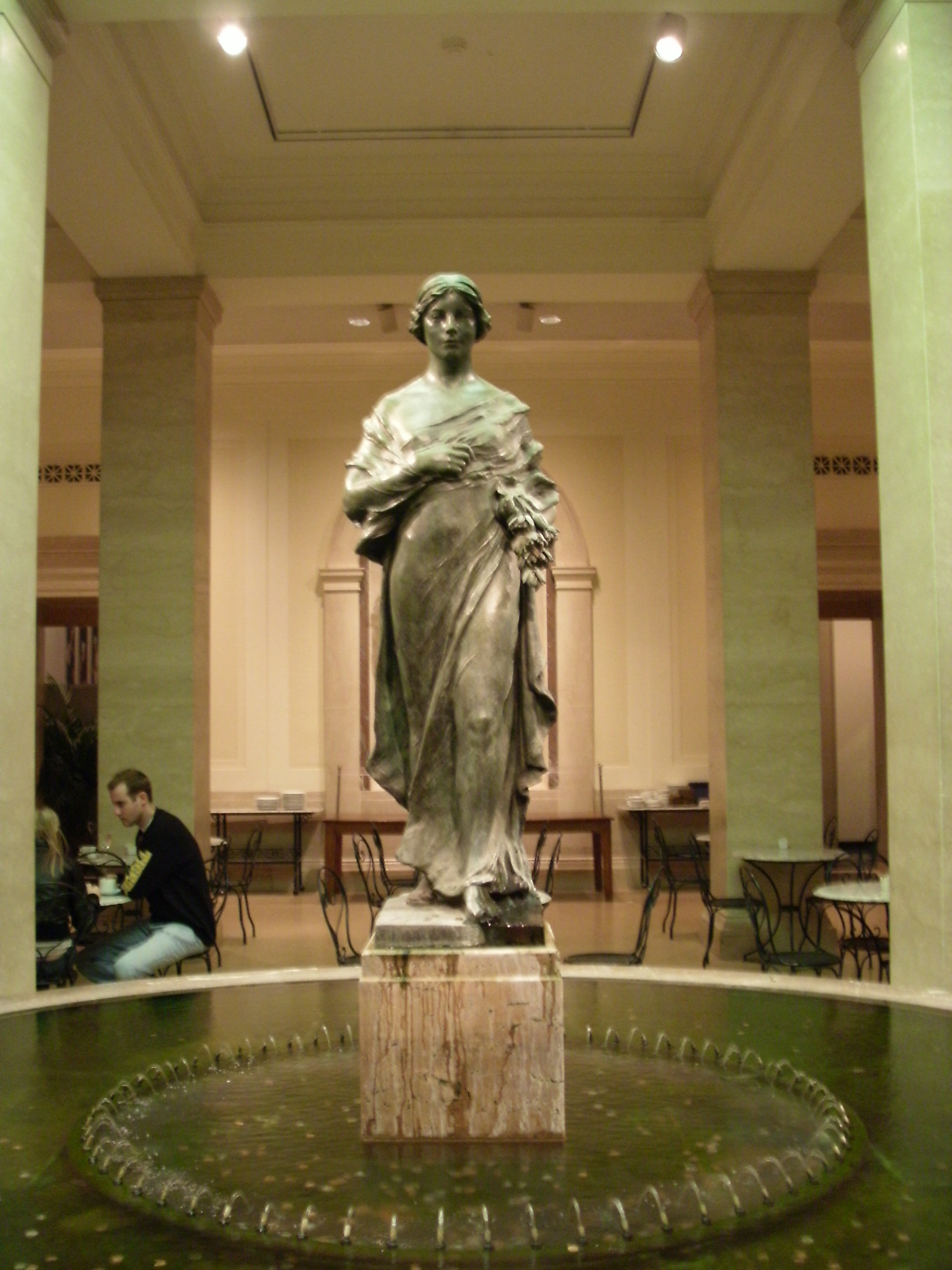
Fille avec de l'Eau des Lys (1928), National Gallery of Art, Washington, DC